# 최유엄
최유엄(崔有渰, 1239년 ~ 1331년)은 고려 후기의 문신으로 본관은 해주(海州)이다. 최자의 아들이며 원종, 충렬왕, 충선왕, 충숙왕까지 4대에 걸쳐 임금을 섬긴 원로이다.

## 생애
1239년 최자의 아들로 태어났다.
1270년 정조사(正朝使)로 원나라에 다녀왔다.
1274년 충렬왕이 그의 뛰어난 능력을 알고 감찰잡단(監察雜端)으로 임명하였고, 시승(侍丞)으로 승진시켰다. 그러나 그는 충렬왕에게 직언하였다가 대청도로 유배되었고 조인규의 도움으로 겨우 복귀했다.
1307년 도첨의중찬이 되어 원나라를 다녀왔다.
1309년 수첨의정승, 춘추관사, 대령군이 되었다.
1324년 수첨의정승, 판선부사, 대령부원군이 되었고, 심양왕 연안군 등이 충숙왕을 폐위시키는데 실패하여 고려를 원나라에 편입시키려고 했을 때 86세의 나이로 원나라에 정조사로 가서 그들의 계획을 막는 역할을 했다. 이후 고령을 이유로 치사(致仕)하였다.
충혜왕 때인 1331년 93세의 나이로 사망하였다. 시호는 충헌(忠憲)이다.